# Vika
Vika je žensko osebno ime.

## Izvor imena
Ime Vika je izpeljano iz imena Viktorija.

## Pogostost imena
Po podatkih Statističnega urada Republike Slovenije so bile na dan 31. decembra 2007 v Sloveniji 102 osebe z imenom Vika.

## Osebni praznik
Ime Vika je v koledarju pridano k imenu Hedvika; god praznuje 16. oktobra.

## Znane osebe
- Vika Potočnik, slovenska političarka